# Vincent Arthur Smith
Vincent Arthur Smith (3 juin 1843 - 6 février 1920) est un indologue irlandais, historien, membre de la fonction publique indienne et conservateur. Il est l'une des figures marquantes de l'historiographie indienne pendant le Raj britannique.

## Biographie
Smith est né à Dublin le 3 juin 1843, qui fait alors partie du Royaume-Uni de Grande-Bretagne et d'Irlande. Son père Aquilla Smith, est bien connu dans les cercles médicaux et numismatiques de Dublin et de Londres.
Après avoir obtenu son diplôme du Trinity College de Dublin, il réussit l'examen final de la fonction publique indienne en 1871, « en tête de liste », et sert dans ce qui est aujourd'hui l'Uttar Pradesh jusqu'en 1900, pour l'ICS, accédant au poste de secrétaire en chef du gouvernement en 1898, devenant commissaire la même année. Tout au long de cette période, il est un écrivain prolifique sur l'histoire de l'Inde et quitte finalement le service plus tôt pour y consacrer plus de temps, en 1900, en retournant en Angleterre.
Dans les années 1890, il joue un rôle clé dans la révélation des faux d'Alois Anton Führer, qui travaillait alors pour l'Archaeological Survey of India, que Smith surprend en flagrant délit de fabrication de fausses inscriptions,.
Après s'être d'abord installé à Cheltenham, Smith s'installe à Oxford en 1910 où il rejoint le St John's College et est nommé conservateur de l'Institut indien.
Après sa retraite, Smith écrit plusieurs monographies sur l'histoire indienne. Il s'agit notamment de deux monographies sur les empereurs Ashoka et Akbar, qu'il a ensuite révisées à plusieurs reprises, les mettant à jour pour refléter de nouvelles recherches et informations. Il écrit également et publie deux volumes complets sur l'histoire de l'Inde, The Early History of India et The Oxford History of India, ainsi qu'un livre sur l'histoire des beaux-arts en Inde et au Sri Lanka.
Smith est fait Compagnon de l'Ordre de l'Empire indien et reçoit un doctorat du Trinity College de Dublin en 1919.
Il décède à Oxford le 6 février 1920.

## Publications
- General index to the reports of the Archaeological Survey of India: Volumes I to XXIII, with a glossary and general table of contents, Simla, Government Central Press, 1887. - Varanasi : Maison du livre indologique, 1969
- Smith, Vincent Arthur (1893). Rédacteur en chef de Rambles and Recollections of an Indian official Volume 1 de William Henry Sleeman, Rambles and Recollections of an Indian official Volume 2, édition réimprimée de Westminster de 1893 (2 volumes)
- Préface de Purna Chandra Mukherji : A report on a tour of exploration of the antiquities of Kapilavastu Tarai of Nepal during February and March, 1899, Calcutta : Bureau du surintendant de l'impression gouvernementale, 1901 ; Delhi Indological Book House, 1969.
- Smith, Vincent Arthur (1901). Asoka, the Buddhist Emperor of India, 1 éd. Oxford 1901; 3e éd. Série Les souverains de l'Inde, Oxford : Clarendon Press, 1920
- Smith, Vincent Arthur (1901). The Jain Stûpa and other antiquities of Mathurâ
- « The Kushān, or Indo-Scythian, Period of Indian History, B.C. 165 to A.D. 320», pp. 1–64 dans Journal de la Royal Asiatic Society (Londres), 1903.
- Smith, Vincent Arthur (1903). The Indian civil service as a profession. A lecture delivered at Trinity College, Dublin, on June 10th, 1903
- Smith, Vincent Arthur (1904). The Early History of India, from 600 B. C. to the Muhammadan conquest. Une quatrième édition révisée (1924) a été éditée par Stephen Edwardes[7]
- Smith, Vincent Arthur (1906). Catalogue of the coins in the Indian Museum, Calcutta, including the cabinet of the Asiatic Society of Bengal: Volume 1, Les premières dynasties étrangères et les Guptas, Oxford : Clarendon Press
- Vincent Arthur Smith, History of India: From Sixth century B.C. to Mohammedan Conquest, vol. 2, London, Grolier Society, 1906 (lire en ligne)
- Smith, Vincent Arthur (1911). A history of fine art in India and Ceylon from the earliest times to the present day,
- A history of fine art in India and Ceylon from the earliest times to the present day, Second Edition revised by K Codrington, 1930
- A history of fine art in India and Ceylon from the earliest times to the present day, Third Edition revised and enlarged by Karl Khandalavala, 1962
- Vincent Arthur Smith, Akbar the Great Mogul, 1542-1605, Oxford: Clarendon Press, 1917 (lire en ligne)
- Smith, Vincent Arthur (1919) Deuxième édition révisée de François Bernier's Travels in the Mogul Empire, AD 1656–1668, 1914
- Smith, Vincent Arthur (1919). The Oxford history of India: from the earliest times to the end of 1911, Oxford : Clarendon Press. La deuxième édition (1923) a été éditée par Stephen Edwardes[8].
- Smith, Vincent Arthur (1919). Indian constitutional reform, viewed in the light of history, Oxford : University Press